# Vicente de Saragoça
Vicente de Saragoça (em catalão: Sant Vicenç Màrtir) foi um mártir do início do século IV que sofreu o martírio em Valência. Entre as muitas localidades e igrejas de que é orago, contam-se a Diocese do Algarve e o Patriarcado de Lisboa, em cuja Sé se encontram as suas principais relíquias.

## Vida e obras
Na época do imperador romano Diocleciano, o presidente (governador) Públio Daciano moveu na Hispânia uma perseguição aos cristãos. Vicente, diácono, recusou oferecer sacrifícios aos deuses e foi cruelmente martirizado até à morte, que terá ocorrido em 304.
Em Portugal é representado de modos diversos: com palma e evangeliário ou, mais habitualmente, com uma barca e um corvo, porque, de acordo com a tradição, quando, em 1173, o rei Afonso Henriques ordenou que as relíquias do santo fossem trazidas do Cabo de São Vicente (o então «Promontorium Sacrum»), junto a Sagres, para a cidade de Lisboa, duas daquelas aves velaram o corpo do santo que seguia a bordo da barca — facto a que ainda hoje aludem as armas de Lisboa e de muitas outras povoações portuguesas.
Em França, S. Vicente é padroeiro dos vinhateiros e profissões afins, e porta como insígnias um cacho de uvas, para além da palma do martírio.